# Mellangölen (Tvings socken, Blekinge, 624489-148091)
Mellangölen är en sjö i Karlskrona kommun i Blekinge och ingår i Nättrabyåns huvudavrinningsområde.